# Сагамаліт
Сагамаліт (рос. сагамалит, сахамалит; англ. sahamalite; нім. Sahamalit) — мінерал, карбонат рідкісних земель, магнію і заліза острівної будови.
Названий за прізвищем фінського геохіміка Т. Сагами (T.G.Sahama), H.W.Jaffe, R.Meyrowitz, H.T.Evans, 1953.

## Загальний опис
Хімічна формула:
- 1. За Є. Лазаренком: Mg(La, Ce)2[CO3]4.
- 2. За К.Фреєм і за «Fleischer's Glossary» (2004): (Mg, Fe)Ce2[CO3]4.
- 3. За Г.Штрюбелем і З. Х. Ціммером: (Mg, Fe)(La, Ce, Nd)2[CO3]4.

Склад у % (з г. Пас, США): La2O3 — 27,8; MgO — 6,1; Ce2O3 — 31,7. Домішки: CO2, FeO. Сингонія моноклінна. Призматичний вид. Таблитчасті кристали. Густина 4,30. Безбарвний. Зустрічається з кальцитом, бастнезитом, кварцом в доломітових жилах лужних гірських порід. Знайдений у барито-доломітових породах родов. Маунтін-Пас (штат Каліфорнія, США).